# Laëtitia Guapo
Laëtitia Guapo, née le 25 octobre 1995 à Clermont-Ferrand dans le Puy-de-Dôme, est une joueuse française de basket-ball. Elle évolue au poste d'arrière.

## Biographie
Née en Auvergne d’un père footballeur d'origine espagnole et d’une mère basketteuse, elle suit le chemin maternel au club de La Roche-Blanche, dans l'agglomération clermontoise. Elle rejoint le club renommé du Stade Clermontois et le CREPS de Vichy, puis l'INSEP,. Ses parents s'opposent d'abord à son départ à Vichy en 2008, à l'âge de 12 ans, avant d'être convaincus par Isabelle Fijalkowski.
Disposant d'un temps de jeu limité avec Nice, elle retourne en Ligue 2 à Roanne, puis à Reims et enfin à Charnay où elle remporte (après celui de 2015 avec Nice) son second titre de championne de Ligue 2.
Forte d'une excellente première saison en LFB avec Charnay (12,5 points, 5,8 rebonds et 4 passes décisives par rencontre, leader de son équipe dans les trois catégories), elle signe pour le club d'Euroligue de Bourges. Avec 4 victoires et 12 défaites, Charnay était en bonne position pour accrocher le maintien avant que la saison ne soit interrompue avant terme en raison de la pandémie de Covid-19.
Pour son premier match sous les couleurs tango, une victoire 74 à 62 contre Lyon, elle est meilleure marqueuse avec 22 points et la meilleure rebondeuse (6) de son équipe malgré 5 balles perdues.
En 2020, elle signe pour six ans au Tango Bourges.

### Études et professorat
Titulaire d’une licence STAPS Éducation motricité et d’un master MEEF, Laetitia Guapo obtient le certificat d'aptitude au professorat d'éducation physique et sportive en 2018. Lors de l’année scolaire 2018-2019, elle est professeure stagiaire et obtient sa titularisation.
Depuis, elle est en disponibilité de l’Éducation nationale afin de pouvoir poursuivre sa carrière professionnelle de joueuse de basket-ball.

### En équipe nationale de basket-ball 3×3
En plus de son jeu agressif en attaque, elle dispose de qualités physiques d'endurance exceptionnelle pour une basketteuse, étant capable de courir le 10 000 mètres en 35 minutes, ce qui est un atout pour les jeux à trois.
Elle découvre le basket-ball à trois en 2016 alors qu'elle vit à l'Insep.
Fin 2016, alors STAPS à l’université Jean-Monnet de Saint-Étienne, elle remporte avec Caroline Hériaud le titre mondial universitaires 3×3 en Chine en réussissant un tir à deux points en prolongation. Repérée par l'entraîneur de la FFBB Richard Billant, elle est invitée à un stage à Voiron en juin 2017.
L'entraîneur des équipes de France Karim Souchu la sollicite pour la finale du Nations League U23, mais elle doit renoncer, car d'abord concentrée sur son concours de professeur d’EPS,. Elle se révèle donc seulement en 2019 avec deux médailles internationales et vainqueure des Women’s Series avec Mamignan Touré et Ana Filip. 
En raison d'un mode de sélection particulier, la France doit cependant disputer un tournoi de qualification pour participer aux Jeux Olympiques de Tokyo. Ce tournoi pré-olympique est reporté de mars 2020 en Inde à mai 2021 en Autriche. Au printemps 2020, elle est numéro 1 mondiale en 3×3.
En mai 2021, elle est membre de l'équipe de France à trois qui se qualifie pour le tournoi olympique de Tokyo, avec Hortense Limouzin, Myriam Djekoundade et Marie-Eve Paget,. La France échoue alors à la quatrième place du tournoi. Elle est classée meilleure joueuse du monde pour l'année.
L'année suivante à Anvers, Laëtitia Guapo devient championne du monde au sein de la même équipe. Capitaine de l'équipe, elle est désignée meilleure joueuse de la compétition. Elle obtient aussi le Trophée Alain-Gilles de la meilleure joueuse de France.
Alors qu'elle joue au Tango Bourges en basket-ball à cinq, elle est mise à disposition de la fédération française pour un an afin de préparer les jeux olympiques en basket-ball à trois. En effet, elle ne peut pas y jouer en permanence, le sport n'étant pas professionnalisé : il n'est possible en France au début des années 2020 de vivre que du basket à cinq.
Elle participe au tournoi féminin de basket-ball à trois aux Jeux olympiques d'été de 2024, dans la sélection de Yann Julien. Son compagnon, Franck Séguéla, est membre de l'équipe de France masculine du même sport. Ils s'organisent ensemble des camps d'entraînement pour les jeunes.

## Palmarès

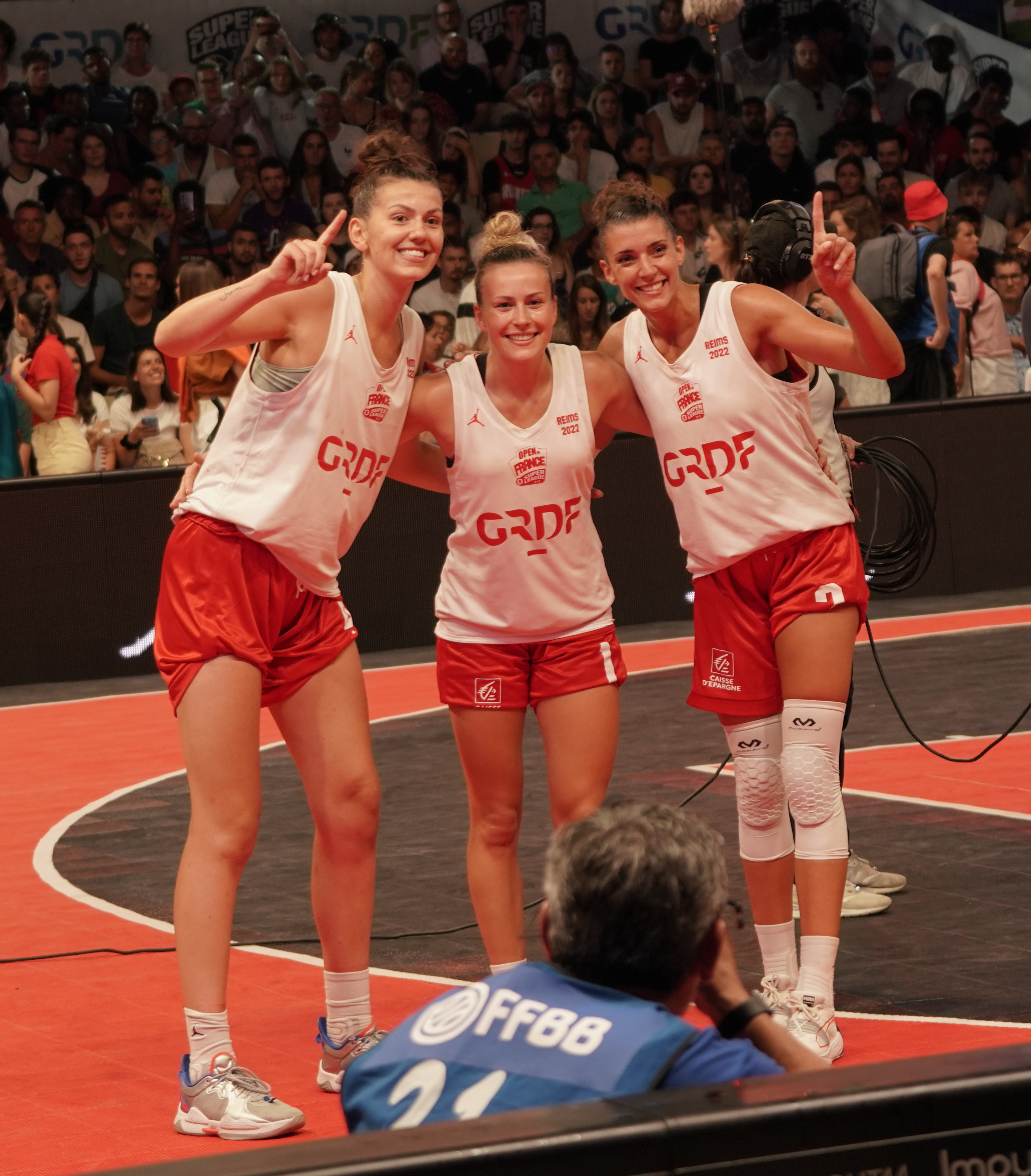
Laëtitia Guapo en équipe Superleague 3×3 en 2022 avec Sixtine Macquet, Emma Peytour.

### En sélection nationale
- Médaille d'or à la Coupe du monde de basket-ball 3×3 2022[11]
- Médaille d'or à la Coupe d’Europe de basket-ball 3×3 2022
- Médaille d’argent à la Coupe du monde de basket-ball 3×3 2023
- Médaille de bronze Coupe d'Europe 3×3 du 10 et 12 septembre 2021[12]
- Médaille d'or au Championnat d'Europe 2015 des 20 ans et moins[2]

### En club
- Championne de France : 2021-2022 [13]
- Vainqueur de l'Eurocoupe : 2021-2022[14]
- Championne de France LF2 : 2014-2015 et 2018-2019[2]
- Vainqueur du Challenge Round LFB en 2016[2]

## Distinctions personnelles
- Numéro 1 mondiale au ranking FIBA 3×3 : de 2019 à 2021[15]
- MVP de la Coupe du monde de basket-ball 3×3 2022
- Trophée Alain-Gilles 2022[16],[17]